# Йоахім Віттгефт
Йоахім Герберт Ганс Віттгефт (нім. Joachim Hans Herbert Witthöft; 23 вересня 1887, Марінвердер — 7 липня 1966, Вегберг) — німецький воєначальник, генерал піхоти вермахту. Кавалер Лицарського хреста Залізного хреста.

## Біографія
12 березня 1906 року поступив на службу в піхоту. Учасник Першої світової війни. 17 січня 1920 року звільнений з армії і поступив на службу в поліцію. 1 квітня 1936 року перейшов у вермахт. З 26 серпня 1939 по 1 січня 1942 року — командир 86-ї піхотної дивізії, яка під час Польської кампанії перебувала на франко-німецькому кордоні. Учасник Французької кампанії і німецько-радянської війни, включаючи бої біля Смоленська, В'язьми і Ржева. З 13 січня по 1 липня 1942 року — командир 27-го армійського корпусу. З 21 липня 1942 по 26 серпня 1943 року — командувач охоронними військами і військами в тиловій зоні групи армій «B» (з лютого 1943 року — група армій «Південь»), після чого направлений в Італію для налагодження військової адміністрації. З 20 вересня 1943 року — командувач військами у Верхній Італії. З 27 жовтня 1943 року — командувач зоною безпеки (з 10 січня 1944 року — оперативною зоною) «Передгір'я Альп»; підлеглій йому війська також називали групою «Віттгефт». З 1 травня 1944 року — командир зведеного корпусу «Віттгефт». З 15 травня по 1 вересня 1944 року — командувач оперативною зоною «Венеціанське узбережжя». З 16 березня 1945 року — особливий уповноважений при головнокомандувачі на Заході. У квітні 1945 року сформував генеральне командування «Віттгефт», також відоме як бойова група «Віттгефт». 8 травня 1945 року капітулював. 11 травня за дорученням британської окупаційної влади очолив забезпечення порядку в зоні G, чим займався протягом наступних кількох місяців.

## Звання
- Фанен-юнкер (12 березня 1906)
- Фанен-юнкер-унтер-офіцер (17 серпня 1906)
- Фенріх (17 листопада 1906)
- Лейтенант (16 серпня 1907)
- Оберлейтенант (8 жовтня 1914)
- Гауптман поліції (1 вересня 1920)
- Майор (1 січня 1921)
- Оберст-лейтенант поліції (1 липня 1931)
- Оберст поліції (16 листопада 1933)
- Оберст (1 квітня 1936)
- Генерал-майор (1 жовтня 1938)
- Генерал-лейтенант (1 жовтня 1940)
- Генерал піхоти (1 березня 1942)

## Нагороди
- Почесний хрест (Шварцбург)
  - 3-го класу (16 липня 1909)
  - 3-го класу з мечами (3 січня 1915)
- Залізний хрест
  - 2-го класу (15 вересня 1914)
  - 1-го класу (19 грудня 1915)
- Почесний хрест ветерана війни з мечами (10 грудня 1934)
- Медаль «За вислугу років у Вермахті» 4-го, 3-го, 2-го і 1-го класу (25 років) (2 жовтня 1936) — отримав 4 нагороди одночасно.
- Застібка до Залізного хреста
  - 2-го класу (15 жовтня 1939)
  - 1-го класу (17 червня 1940)
- Лицарський хрест Залізного хреста (14 грудня 1941)
- Медаль «За зимову кампанію на Сході 1941/42» (14 липня 1942)